# أوبرتسهاوزن
اوبرتس‌هاوزن (بالألمانية: Obertshausen) هي بلدة، مدينة وبلدة ألمانية تقع في ألمانيا في جاك أوفنباخ. يقدر عدد سكانها بـ 24,210 نسمة .

## المدن التوأمة
مدن ماينينغن، Sainte-Geneviève-des-Bois وLaakirchen هي مدن توأمة لـاوبرتس‌هاوزن.

## معرض صور

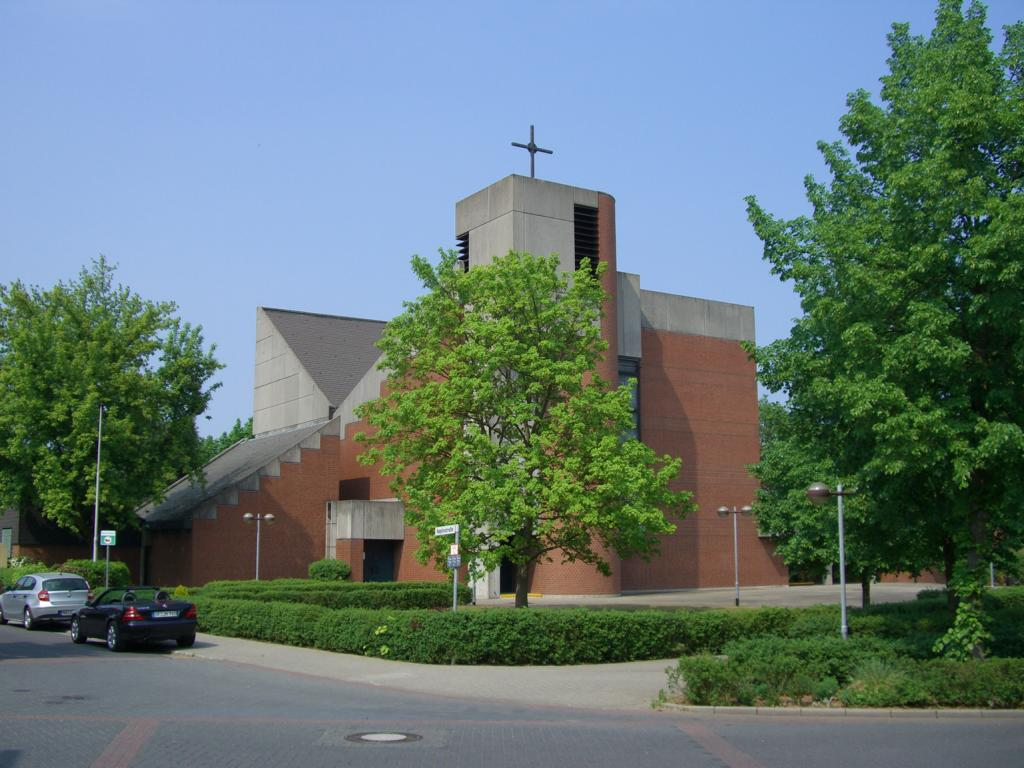
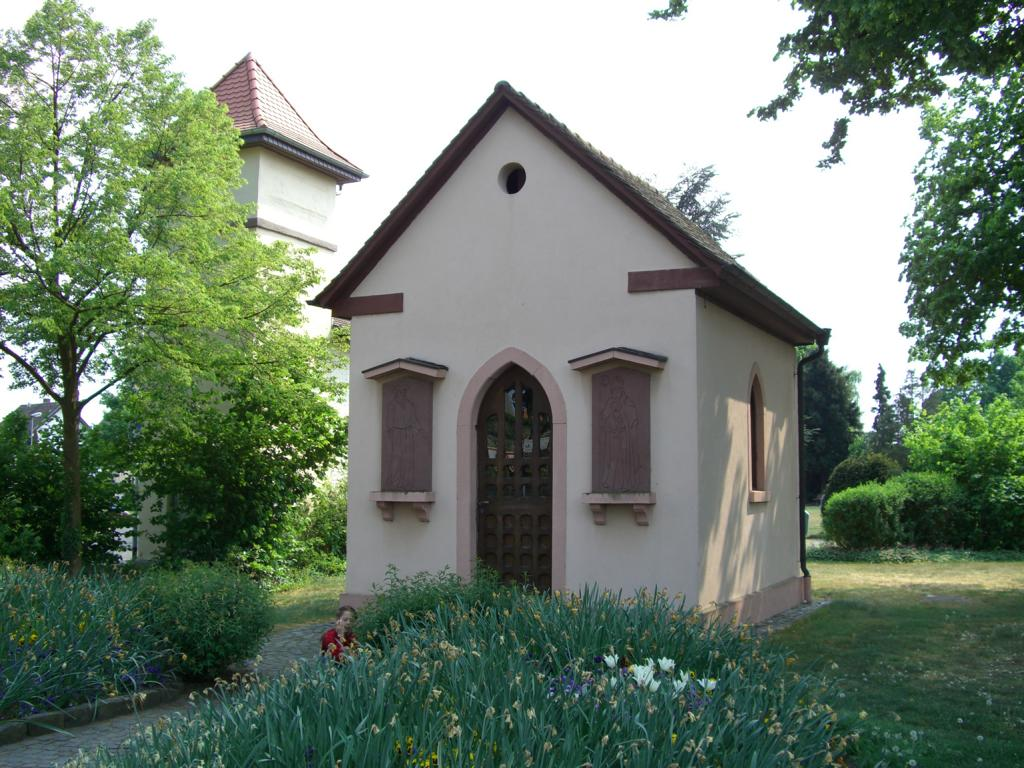
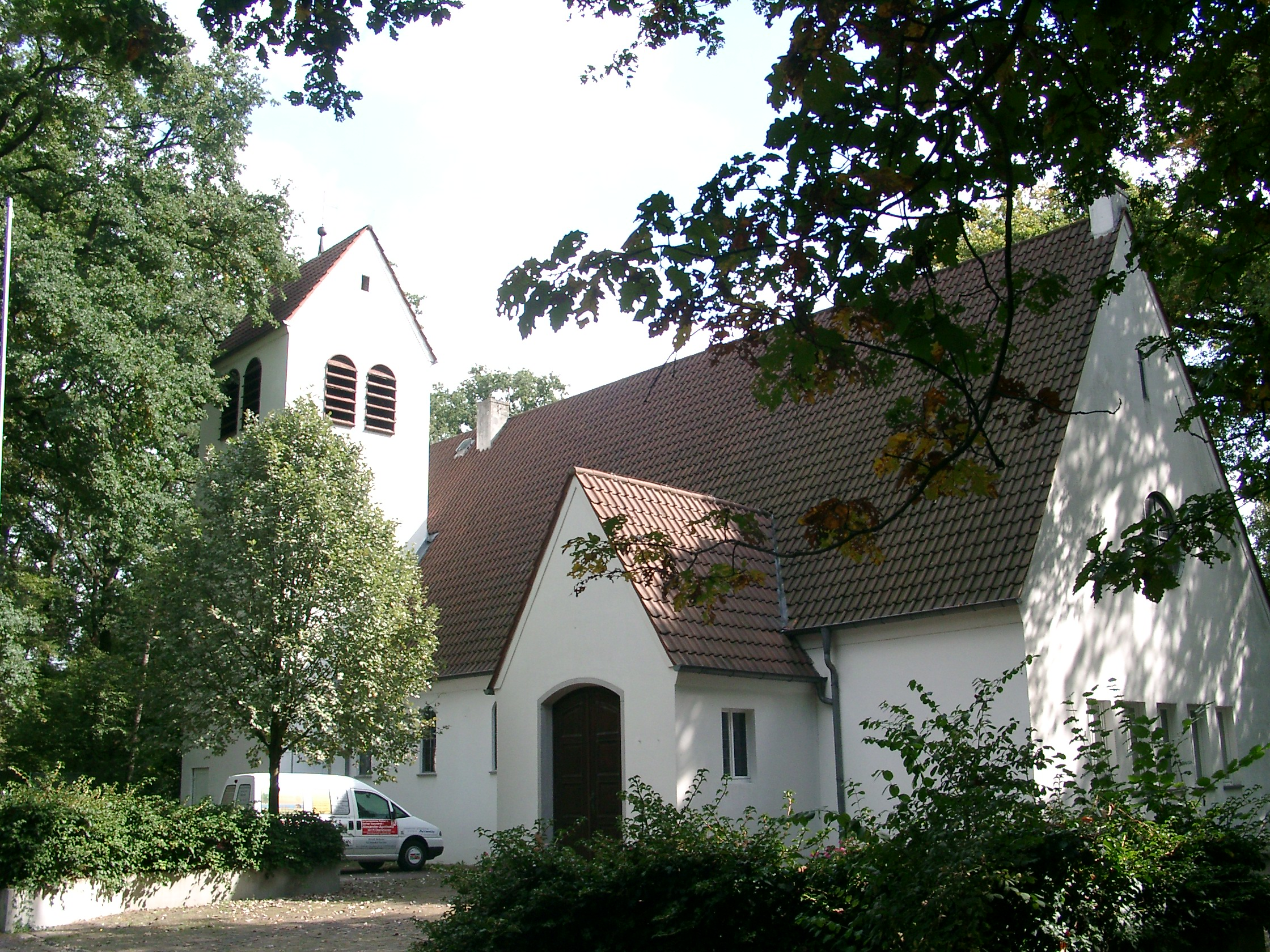

## أعلام
- توبياس ستيلر
- سفين فاث
- يان تسيمرمان